# 拜谢涅泰莱克
拜谢涅泰莱克，是匈牙利赫维什州所辖的一个村。总面积49.10平方公里，总人口2650，人口密度54.0人/平方公里（2011年1月1日）。